# Salai

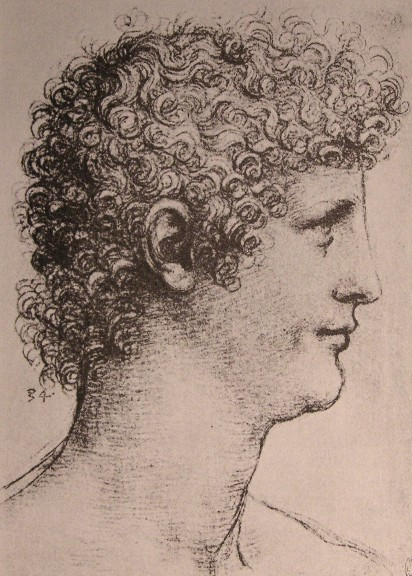
Retrat de Salai per Leonardo da Vinci

Salai com a model del Sant Joan Baptista de Leonardo

Gian Giacomo Caprotti o Giacomo Caprotti da Oreno, conegut com a Salai, Salaï, Salaij, Andrea Salai o Salaì en italià (de Salaino: 'petit diable') (Milà, ~1480 - 10 de març del 1524) va ser un pintor italià de l'escola llombarda del cercle de Leonardo da Vinci, el seu alumne i deixeble des dels seus 15 anys.

## Biografia
Era el fill de Pietro di Giovanni, arrendatari d'una plantació vitícola de Leonardo da Vinci prop de la porta Vercellina, i que va ser acollit per Leonardo quan tenia deu anys.
Es fa deixeble de Leonardo des dels 15 anys; n'és sovint el model i participa en moltes de les seves teles i produeix els seus propis dibuixos.
Acompanya Leonardo a Màntua, Venècia, Florència, Milà i Roma.
Segons Walter Krämer i Michael Schmidt, va ser nomenat fill adoptiu de Leonardo des del començament del seu aprenentatge i va ser el seu confident. Més corrent és la hipòtesi que eren amants. Leonardo li dona el seu sobrenom de Salaì ('petit diable', o 'progenitor del diable'), pel seu comportament, robant o trencant objectes contínuament. Va estar al costat se Leonardo fins al 1518. Amb la mort del mestre al 1519, hereta part de la vinya del seu amo a Milà.

## Obres
- Verge amb nen i el jove Joan Baptista, Budapest, Szépmüvészeti Múzeum
- Verge amb nen i santa Anna Selbdritt , Uffizi, Florència
- Verge amb nen i santa Anna Selbdritt Armand Hammer Museum, Los Angeles
- Sant Joan-Baptista, Pinacoteca ambrosienne, Milà
- Verge amb nen i els sants Joan-Baptista i Pau i els àngels músics, pinacoteca de Brera, Milà
- Verge amb nen amb els sants Pere i Pau
- Magdalena penitent
- Retrat de dona nua (Monna Vannao Lisa del Giocondo) (1515), l'Ermitage, Sant Petersburg